# Telorta mixtificata
Telorta mixtificata là một loài bướm đêm trong họ Noctuidae.